# План «Колумбия»
План «Колумбия» — общее название для военной и дипломатической помощи колумбийскому правительству со стороны США для борьбы с наркокартелями и левыми вооружёнными группировками. План был задуман в 1998—1999 году администрациями президента Колумбии Андреса Пастрана и президента США Билла Клинтона, с целью прекращения гражданской войны и создания стратегии по борьбе с производством кокаина.
Критики инициативы отмечали, что получившие помощь и обученные американцами колумбийские вооружённые силы поддерживали и не препятствовали правым боевым группировкам в их борьбе с левыми повстанцами и их сторонниками. Фумигация для уничтожения коки подвергалась критике за уничтожение легальных посадок и вред здоровью местного населения. Также план предусматривал выплату денежной компенсации за трупы повстанцев.

## Возникновение
В ходе выступления кандидата в президенты Колумбии Андреса Пастрана 8 июня 1998 года через неделю после первого тура президентских выборов. была впервые озвучена идея возможного «План Маршалла для Колумбии».
После победы и инаугурации нового президента, одним из возможных названий инициативы был «План для Колумбийского мира», которую он описал как «набор альтернативных проектов развития, которые будут направлять совместные усилия международных организаций и [иностранных] правительств по отношению к колумбийскому обществу». Представленный план фокусировался не на военной помощи, борьбе с наркотраффиком или фумигацией, но выступал за ручное уничтожение посевов коки в качестве лучшей альтернативы.
В ходе встречи с президентом США Биллом Клинтоном 3 августа 1998 года, ими обсуждалась возможность «обеспечения усиления американской помощи для антинаркотических проектов, устойчивого экономического развития, защиты прав человека, гуманитарной помощи, стимулирования частных инвестиций и присоединение других доноров и международных финансовых институтов для обеспечения экономического роста Колумбии». Работа дипломатов по этим вопросам велась весь оставшийся год и в 1999 году.
Президенту Пастрана было необходимо создать официальный документ, который бы «служил для сбора важной помощи США, как и других стран и международных организаций» для решения надлежащих проблем. Правительство Колумбии также рассчитывало улучшить двусторонние отношения, ослабевшие во времена президентства Эрнесто Сампера (1994—1998). По словам Пастрана, заместитель госсекретаря по политическим вопросам Томас Пикеринг предположил возможность предоставления поддержки со стороны США в течение трёх лет, а не отдельными траншами каждый год.
В итоге первая официальная версия плана «Колумбия» была опубликована на английском языке, испаноязычная версия стала доступной через месяц.
В итоговой версии плана «Колумбия» основное внимание было уделено борьбе с поставками наркотиков и усилению армии. В ходе его обсуждения в американском Сенате, Джозеф Байден выступил в качестве защитника более жёсткой стратегии.
Президент Пастрана отмечал несправедливость обвинений в милитаризованности плана «Колумбия», так как только 17 % (и 68 % из американской помощи) шло на военные нужды и борьбу с наркотиками.

## Финансирование
| Общая помощь Колумбии со стороны США с 1996 по 2006 год | Общая помощь Колумбии со стороны США с 1996 по 2006 год | Общая помощь Колумбии со стороны США с 1996 по 2006 год | Общая помощь Колумбии со стороны США с 1996 по 2006 год | Общая помощь Колумбии со стороны США с 1996 по 2006 год | Общая помощь Колумбии со стороны США с 1996 по 2006 год | Общая помощь Колумбии со стороны США с 1996 по 2006 год | Общая помощь Колумбии со стороны США с 1996 по 2006 год | Общая помощь Колумбии со стороны США с 1996 по 2006 год | Общая помощь Колумбии со стороны США с 1996 по 2006 год | Общая помощь Колумбии со стороны США с 1996 по 2006 год | Общая помощь Колумбии со стороны США с 1996 по 2006 год |
| ------------------------------------------------------- | ------------------------------------------------------- | ------------------------------------------------------- | ------------------------------------------------------- | ------------------------------------------------------- | ------------------------------------------------------- | ------------------------------------------------------- | ------------------------------------------------------- | ------------------------------------------------------- | ------------------------------------------------------- | ------------------------------------------------------- | ------------------------------------------------------- |
| Посл. обновление 11.11.2005 Млн.                        | 1996                                                    | 1997                                                    | 1998                                                    | 1999                                                    | 2000                                                    | 2001                                                    | 2002                                                    | 2003                                                    | 2004                                                    | 2005 (est)                                              | 2006 (req)                                              |
| Армия/полиция                                           | 54,15                                                   | 88,56                                                   | 112,44                                                  | 309,18                                                  | 765,49                                                  | 242,97                                                  | 401,93                                                  | 620,98                                                  | 555,07                                                  | 641,60                                                  | 641,15                                                  |
| Общество/экономика                                      | 0,62                                                    | 0,00                                                    | 0,52                                                    | 8,75                                                    | 214,31                                                  | 5,65                                                    | 120,30                                                  | 136,70                                                  | 134,98                                                  | 131,29                                                  | 138,52                                                  |
| % армии                                                 | 99,88                                                   | 100                                                     | 99,53                                                   | 97,42                                                   | 78,12                                                   | 97,72                                                   | 76,96                                                   | 81,95                                                   | 80,43                                                   | 83,01                                                   | 82,23                                                   |

Бюджет исходного плана был рассчитан в размере 7,5 млрд долларов, из которых 51 % шли на развитие институтов и социальной среды, 32 % — на борьбу с незаконной торговлей наркотиками, 16 % — на социальное и экономическое развитие, 0,8 % — поддержка выработки политического разрешения конфликта правительства и повстанческих объединений. Пастрана планировал выделить из местного бюджета $4,864 млрд долларов, призвав международное сообщество помочь собрать оставшиеся 2,636 млрд.
В 2000 году администрация президента США выделила в поддержку инициативы 1,3 млрд долларов иностранной помощи, около пяти сотен военных специалистов для обучения местных сил и три сотни гражданских сотрудников с целью помочь в уничтожении плантаций коки. Эти ресурсы были дополнительно выделены к 330 млн долларов ранее утверждённой помощи США. В 2000 году было выделено 818 млн долларов, отчисления в 2001 году составили 256 млн. Таким образом, Колумбия стала третьим по величине получателем иностранной помощи от США во всём мире. С избранием Джорджа Буша отчисления на военную часть плана сократились в процентном соотношении.
Изначально среди жертвователей были и другие страны, среди них члены Европейского союза, передавшие 128,6 млн долларов за один год, что составляло 2,3 % в общем объёме. Более крупные суммы в несколько сотен миллионов были перечислены в формате кредитов и кредитных линий для социальных и экономических программ, технически не относясь к плану «Колумбия». Собранные суммы оказались меньше, чем указанные изначально, на их объём также повлиял экономический кризис 1999—2001 годов.

## Война с наркотиками
Хотя план «Колумбия» включал в себя реформы в социальной, судебной и правительственной сферах, фундаментальная роль программы заключалась в предоставлении помощи для борьбы с распространением наркотиков. В США план Колумбия был воспринят как часть программы «Войны с наркотиками», которая была запущена в 1971 г администрацией президента Никсона. Хоть эффективность плана «Колумбия» считается спорным вопросом, в Сенате США много его сторонников. Согласно данным членов конгресса США, к 2003 году было уничтожено более 1300 км² кокаиновых кустов, что в свою очередь, помешало производству более 500 тонн кокаина. Такое сокращение производства наркотиков способствовало устранению свыше 1 млн долл. незаконного дохода наркоторговцев и различных нелегальных организаций, считаемых террористическими в Колумбии, в США и ЕС.
Часть выделяемых США средств поступала на счета Агентства США по международному развитию (USAID) для финансирования программ, содействующих альтернативному развитию для обеспечения легальных доходов и возможности трудоустройства для мелких колумбийских фермеров. Такое финансирование было тесно привязано к предварительной ликвидации посевов коки, а также к разработке агротехнических программ по выращиванию альтернативных сельскохозяйственных культур (например, кофе). Однако  программы по альтернативному развитию распространялись не на все районы Колумбии, в которых выращивалась кока. Кроме того, получить причитающуюся финансовую помощь обычному фермеру было весьма не просто.

## Критика

### Исследования
Министерство обороны США финансировало двухлетнее исследование, в результате которого было установлено, что использование вооружённых сил для борьбы с наркотиками, поступающими в Соединённые Штаты, оказывает минимальное или совсем никакое воздействие на трафик кокаина и может, на самом деле, помочь кокаиновым картелям увеличивать свою прибыль. 175-страничный доклад «Закрытие границ: последствия увеличения военного участия в борьбе с наркотиками» был опубликован в 1988 году. В работе над докладом участвовали экономисты, математики и другие исследователи из Национального института оборонных исследований, филиала стратегического исследовательского центра RAND. В докладе отмечалось, что семь предыдущих исследований, проведенных за последние девять лет, пришли к аналогичным выводам. Усилия по борьбе с наркотиками, используя существующие ресурсы вооружённых сил, не будут оказывать почти никакого воздействия на ввоз кокаина в Соединённые Штаты, отмечалось в докладе. В начале 1990-х годов, администрация Клинтона заказала и профинансировала крупное исследование кокаиновой политики США. Исследование было также проведено центром RAND, который пришёл к выводу, что 3 млрд долларов США, которые выделялись на федеральные и местные правоохранительные органы, должны быть переориентированы на лечение от наркозависимости. В докладе говорится, что лечение является самым дешёвым способом сокращения потребления наркотиков. Хотя сам план «Колумбия» не существовал во время второго исследования, проведенного RAND, США были подвергнуты критике за их силовой подход к торговле наркотиками в целом.

### Партизаны и нефть
Многие критики плана «Колумбия», в том числе Даг Стоукс и Франсиско Рамирес Куэльяр, утверждают, что основной целью программы являлось не искоренение наркотиков, а борьба с партизанами-коммунистами, которые призывали к социальным реформам и препятствовали международным планам по эксплуатации ценных ресурсов Колумбии, в том числе нефти и других природных ресурсов. По состоянию на 2004 год, Колумбия является пятнадцатым крупнейшим поставщиком нефти в США и потенциально может подняться в этом рейтинге, если добыча нефти будет осуществляться в более безопасных условиях. В то время как американская помощь определялась официально как помощь по борьбе с наркотиками, критики, такие как режиссёр Джирард Юнджерман утверждает, что она была в первую очередь использована для борьбы против ФАРК. Сторонники плана, такие как американское посольство в Боготе и заместитель госсекретаря США по политическим вопросам Марк Гроссман настаивают, что различие между партизанами, военизированными группами и наркоторговцами, возможно, все чаще становится слабовыраженной, и их можно было бы рассматривать как часть одной и той же производственной цепочки.

## Освещение в СМИ
С конца 1980-х — начала 1990-х годов, когда президент Джордж Буш старший объявил полномасштабную войну наркотикам, Колумбия стала регулярно появляться в новостях. В середине 1990-х годов внимание американских СМИ к Колумбии возросло, когда тема ограничения американской помощи в связи с ситуацией с правами человека стала появляться на первых полосах газет. Однако наибольший интерес к Колумбии был проявлен в период обсуждения Конгрессом США плана «Колумбия» и началом переговорного процесса между ФАРКом и правительством Колумбии. В большинстве случаев освещение американо-колумбийских отношений по вопросу плана «Колумбия» было весьма односторонним. Множество газетных статей имели склонность делать акцент лишь на положительных аспектах деятельности США. В таких газетах как Washington Post, New York Times , The Economist публиковали статьи исключительно в поддержку колумбийского правительства и текущей политики США.

## Вторичная литература
Журналы
- Kovalik, Daniel. International Human Rights & U.S. Foreign Policy: War and Human Rights Abuses: Colombia & the Corporate Support for Anti-Union Suppression (англ.) // Seattle Journal for Social Justice[англ.] : journal. — 2004. — Vol. 2. — P. 393—408.
- Petras, James. Geopolitics of Plan Colombia (англ.) // Economic and Political Weekly : journal. — Vol. 35, no. 52/53. — P. 4617—4623. — JSTOR 4410105.
- Miller, Andrew. Point/Counterpoint: U.S. Military Support for Plan Colombia: Adding Fuel to the Fire (англ.) // 8 Human Rights Brief 8 : journal.
- Solaún, Mauricio. U.S. Interventions in Latin America: "Plan Colombia" (англ.) // ACDIS Occasional Paper : journal. — 2002. — April. Архивировано из оригинала 5 июля 2010 года.

Новостные материалы
- Teo Ballvé (27 мая 2009). The Dark Side of Plan Colombia. The Nation.
- Monbiot, George (4 февраля 2003). To crush the poor First it was Reds, then drugs, then terror. So  who have the US really been fighting in Colombia?. The Guardian. London. Дата обращения: 22 мая 2010.
- Plan Colombia Misses Coca Target of November 6, 2008, BBC News'
- Plan Accion Target of November 6, 2008, BSC News'
- US weighs costs of Plan Colombia. BBC. 7 ноября 2008. Дата обращения: 22 мая 2010.